# Mary Ann Bevan

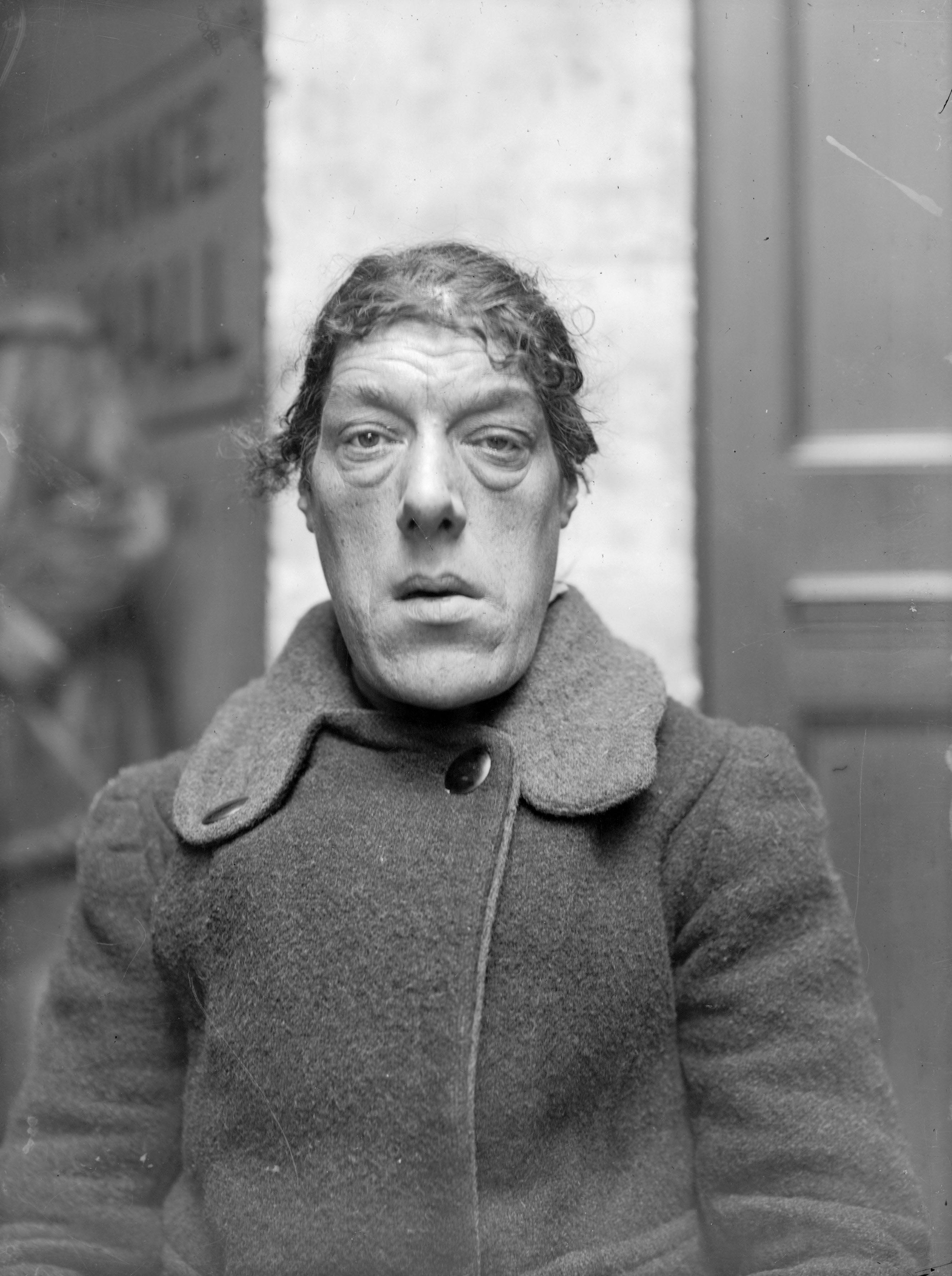
Mary Ann Bevan

Mary Ann Bevan (20 de diciembre de 1874-26 de diciembre de 1933) fue una enfermera británica que, tras desarrollar acromegalia recorrió el circuito circense y de espectáculos de rarezas como "la mujer más fea del mundo".
Nacida en Bromley, Inglaterra, en una familia humilde de ocho hijos, Mary Ann Bevan trabajó como enfermera gran parte de su juventud. En 1902 se casó con Thomas Bevan, con quien tuvo cuatro hijos.
Bevan comenzó a mostrar síntomas de acromegalia poco después de contraer matrimonio, alrededor de los 32 años. Comenzó a sufrir un crecimiento anormal y desfiguración facial, lo que la dotó de su apariencia característica, junto con severos dolores de cabeza y caída de los párpados. Cuando su marido murió en 1914 perdió la fuente de ingresos para mantener a su familia y tuvo que buscar un empleo, por lo que se trasladó a los Estados Unidos. En 1920 fue contratada por Sam Gumpertz para aparecer en Coney Island, en un espectáculo de rarezas donde pasó la mayor parte del tiempo que le restaba de vida. También hizo actuaciones en el World's Fair para el Ringling Brothers Circus hasta que murió el 26 de diciembre de 1933. En el momento de su muerte pesaba 76 kg y medía 1,70 m, lo cual no es excesivo para alguien que padece acromegalia.
A principio del siglo XXI su imagen fue utilizada en una tarjeta de felicitación de cumpleaños en el Reino Unido diseñada por Hallmark Cards que hacía referencia al programa televisivo de citas Cita a ciegas. No fue bien recibida por un médico holandés que presentó una queja alegando que era una falta de respeto hacia una mujer con deformidad debida a una enfermedad; Hallmark decidió que la tarjeta era inapropiada y la retiró de los puntos de venta.